# Abtsche Weiche

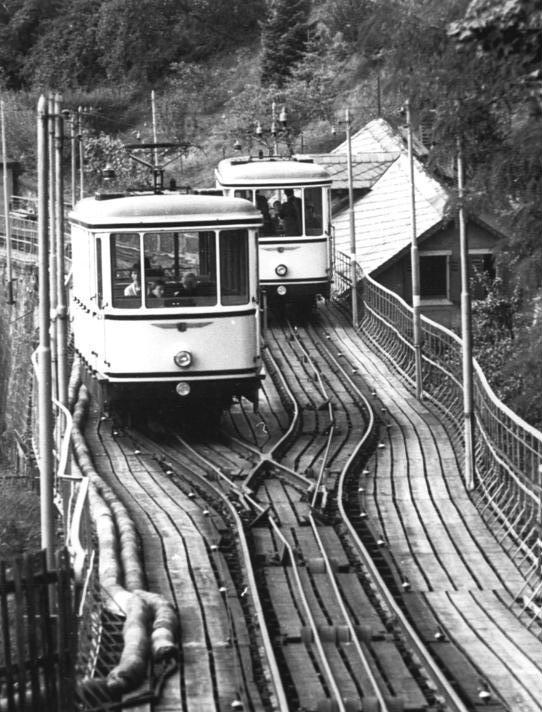
Abt’sche Weiche in der Standseilbahn Dresden am oberen Ende der Ausweichstelle (Bild: 1985)

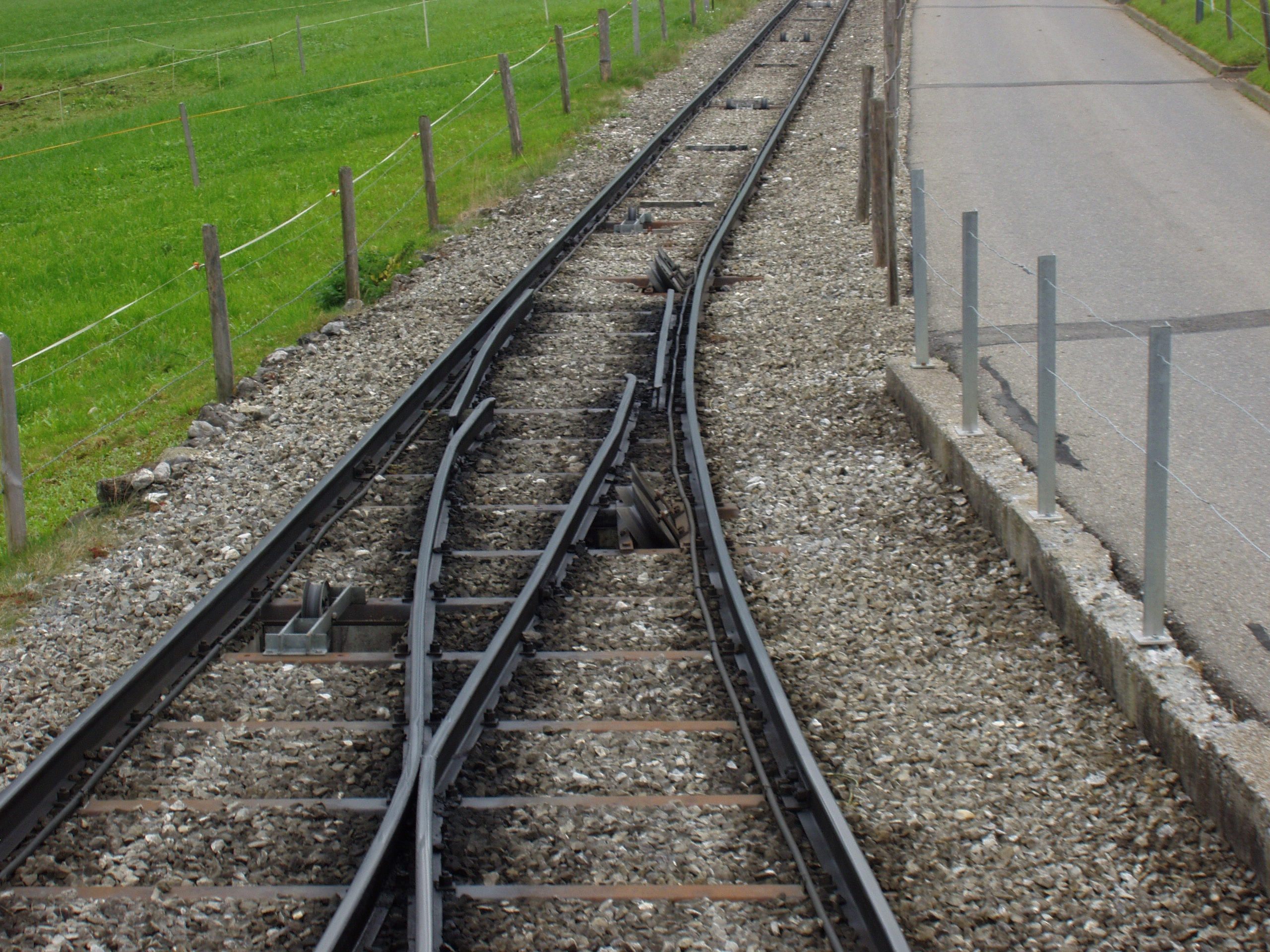
Abt’sche Weiche
am unteren Ende einer Ausweichstelle

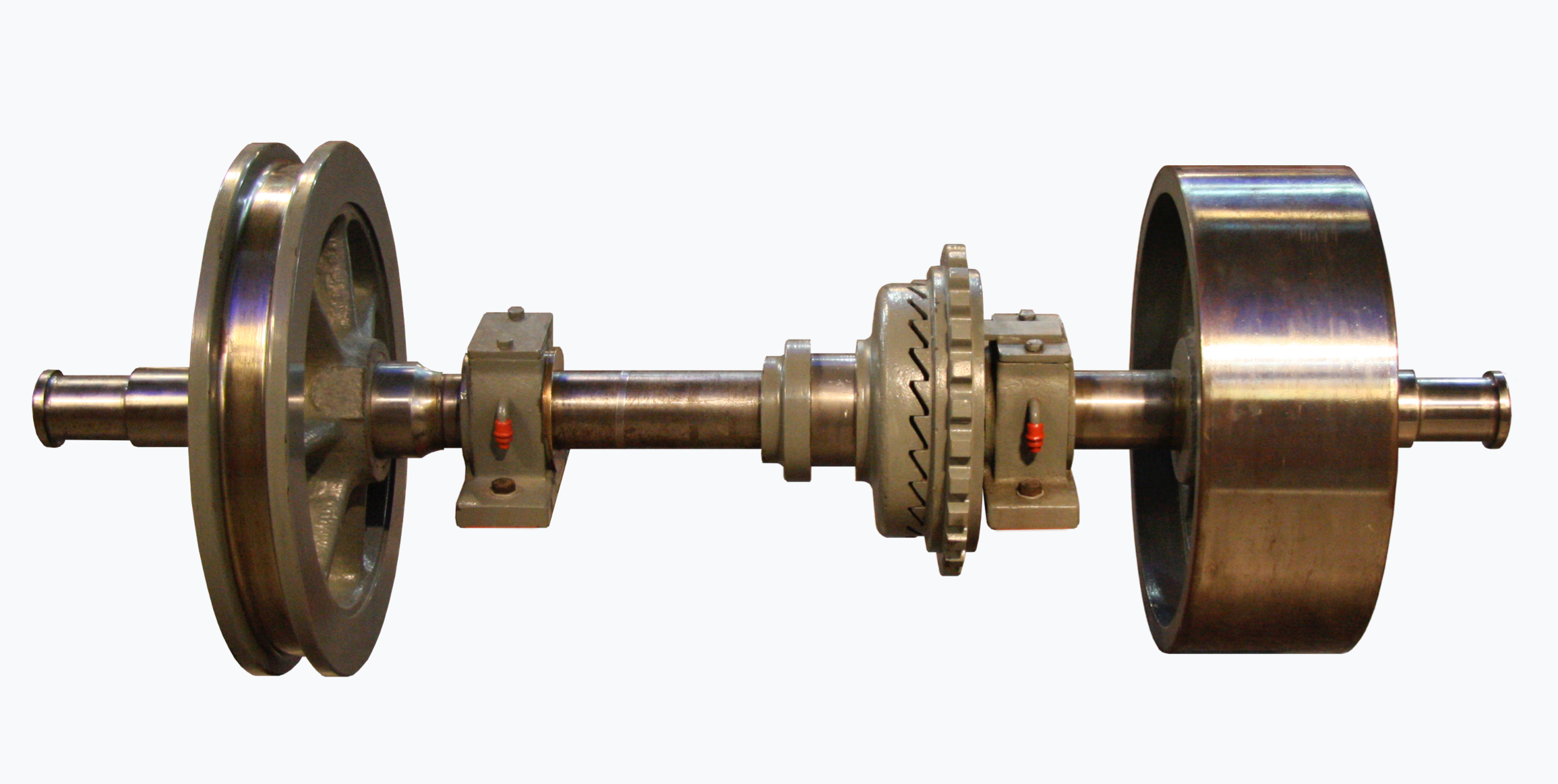
Radsatz eines Standseilbahnfahrzeuges zur Fahrt über Abt’sche Weichen; links – Rad mit Doppelspurkranz, rechts – Walzenrad

Die Abt’sche Weiche ist eine vom Schweizer Eisenbahnkonstrukteur Carl Roman Abt als „passive Weiche“ erfundene Gleiskonstruktion für Standseilbahnen, die eine selbsttätige Vorbeifahrt der Fahrzeuge an einer Ausweichstelle eingleisiger Strecken ermöglicht. Sie wird zweifach, d. h. sowohl am Anfang als auch am Ende der Ausweichstelle, die auch Abtsche Ausweiche genannt wird, eingebaut.

## Geschichte
Eine Abt’sche Ausweiche wurde erstmals 1879 auf der Strecke der Giessbachbahn errichtet. Diese Bahn wurde dadurch zur ersten nur eingleisigen Standseilbahn, wofür sie im August 2015 von der American Society of Mechanical Engineers als historisches Denkmal des Maschinenbaus ausgezeichnet wurde. Entsprechende Gedenktafeln befinden sich in der Tal- und der Bergstation.
Zuerst hatten alle Räder außen- (Fahrzeug 1) bzw. innenliegende Spurkränze (Fahrzeug 2). Die heutige Bauform, bei der die Spurführung mit nur einem Rad pro Radsatz (rechts bei dem einen und links beim anderen Fahrzeug), das mit Spurkränzen auf beiden Seiten versehen ist, erfolgt, wurde erstmals 1886 bei der Standseilbahn Lugano–Bahnhof SBB angewendet. Die Giessbachbahn wurde im Winter 1890/1891 auf diese neue Bauform umgerüstet.

## Funktionsprinzip
Bei der neuen Ausführung der Abt’sche Weiche ist jeder Radsatz eines Wagens mit zwei unterschiedlichen Rädern versehen: mit einem Doppelspurkranzrad (einem Rad, das auf beiden Seiten einen Spurkranz trägt) und einem breiten Rad ohne Spurkränze (Walzenrad). Die Anordnung der Räder auf den Achsen ist bei den beiden Fahrzeugen spiegelgleich. Das Doppelspurrad läuft jeweils auf der dem Fahrzeug fix zugeordneten Außenschiene in der Weiche. Die Außenschienen entsprechen den Backenschienen bei Regelweichen und haben wie diese keine Lücken.
An der Stelle, wo die Backenschienen anfangen, nach außen geführt zu werden, beginnen die Innenschienen der Abt’schen Weiche bzw. Ausweiche. Deren Anfangsstücke entsprechen den Zungen einer Regelweiche. Sie sind unbeweglich und beginnen nach einem gewissen Abstand (Lücke) von den Backenschienen. In dieser jeweiligen Lücke kreuzen die inneren Spurkränze der Doppelkranzräder die Innenschienen. Zusätzlich ermöglichen sie den Durchlauf der unter die Schienenoberkante ragenden Teile der Zangenbremse. Kurz danach befindet sich in diesen Schienen je eine weitere Lücke für den Durchlauf der beiden Stränge des Zugseils. Die Lücken können von den breiten Walzenrädern sicher und mit kaum spürbaren Stößen überlaufen werden. Wegen der fehlenden Spurkränze kreuzen sich die Innenschienen ohne die bei Regelweichen erforderlichen Herzstücke.
Das Zugseil jeden Wagens wird mittels schräg gestellter Stützrollen ebenfalls auf die zugehörige Seite abgelenkt.
Bei der ursprünglich angewendeten Bauform der Giessbachbahn unterschieden sich sowohl die Weichen als auch die Laufwerke der Wagen vom heute Üblichen. Die Räder eines der beiden Wagen hatten außenliegende Spurkränze, die des anderen innenliegende. Von den beiden Außenschienen konnte nur eine (gewählt war die bergwärts linke) lückenlos bleiben. Die Gleisanlage war wegen der Lücken in der rechten Schiene und der zusätzlich nötigen Radlenker komplizierter und unterhaltungsaufwändiger als die heute verwendete Bauart. Die Innenschienen zweigten mit je zwei Lücken von den Außenschienen ab und hatten zudem an jeder Kreuzungsstelle eine weitere Lücke (zusammen vier weitere). Grund dafür war, dass die im Eisenbahnbau üblichen Räder mit einseitigem Spurkranz eingesetzt wurden (die mit außenliegendem Spurkranz waren lediglich umgekehrt eingebaute übliche Räder).

### Ausfallsicherheit
Weil die Abt’sche Weiche keine beweglichen Teile hat, ist sie wartungsarm und relativ ausfallsicher, was bei Bahnen mit ihren zum Teil sehr steilen Strecken einen wichtigen Sicherheitsfaktor darstellt.

### Anwendung
Abtsche Weichen können außer bei Standseilbahnen auch in den Ausweichstellen von Zahnradbergbahnen verwendet werden. Hierbei werden anstatt der Zugseile die Zahnstangen durch die Lücken in den Innenschienen geführt. Diese Bauart erfordert tiefliegende Zahnstangen, deren Zahnköpfe auf der gleichen Höhe wie die Schienenoberkanten liegen. Die Walzenräder laufen ebenso ruhig darüber, als wenn sich Seile in variabler Höhe in den Lücken befinden. Der zusätzliche Vorteil der Sicherheit gegen Zusammenstöße wie bei Standseilbahnen besteht bei derartigen Bahnen aufgrund der unabhängig voneinander verkehrenden Wagen allerdings nicht. Weil die Wagen auch nicht auf eigenen Rädern laufend überführt werden können, ist diese Ausführung selten geblieben. Ein Beispiel ist die Zahnradbahn Principe–Granarolo im italienischen Genua.
Bei Standseilbahnen, auf denen Regelfahrzeuge (mit klassischen Radsätzen mit Spurkränzen auf der Innenseite) befördert werden (Beispiel: Bahnstrecke Triest–Opicina), sind Abtsche Weichen nicht verwendbar.

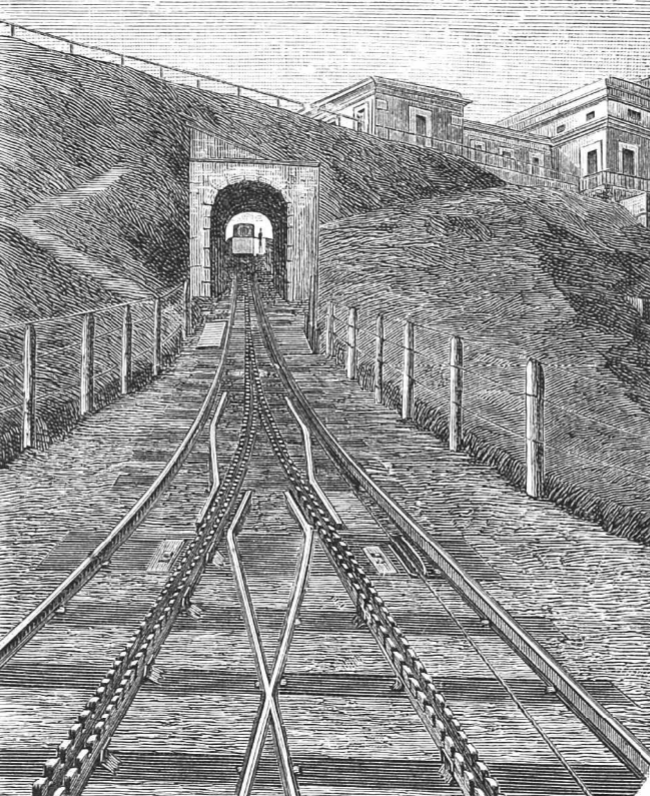
Obere Abtsche Weiche in der Ausweichstelle der Standseilbahn Lugano/Zentrum – Bahnhof (mittig: ursprüngliche Brems-Zahnstange)
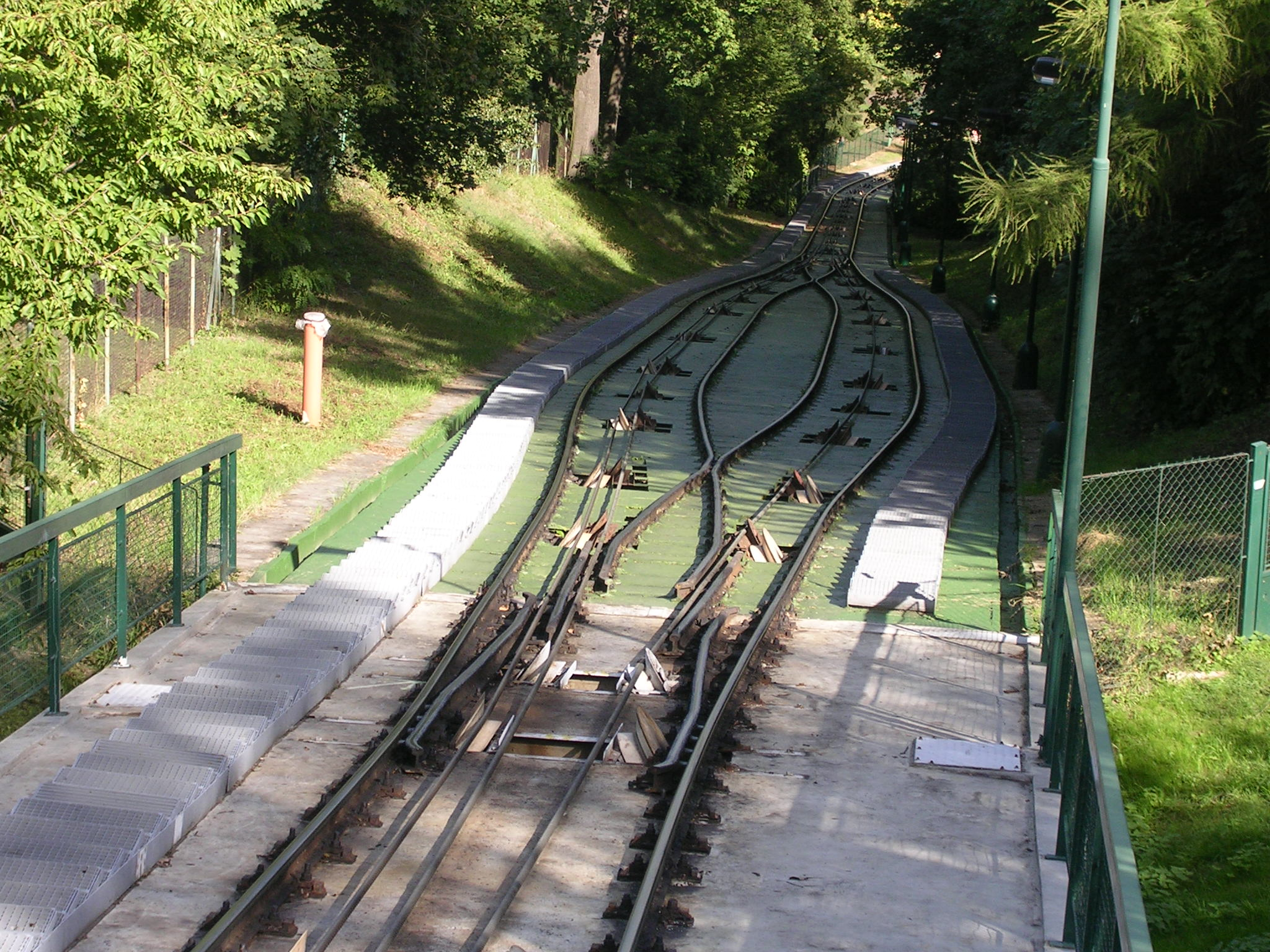
Abtsche Weichen in der Ausweichstelle der Petřín-Standseilbahn (Tschechien)
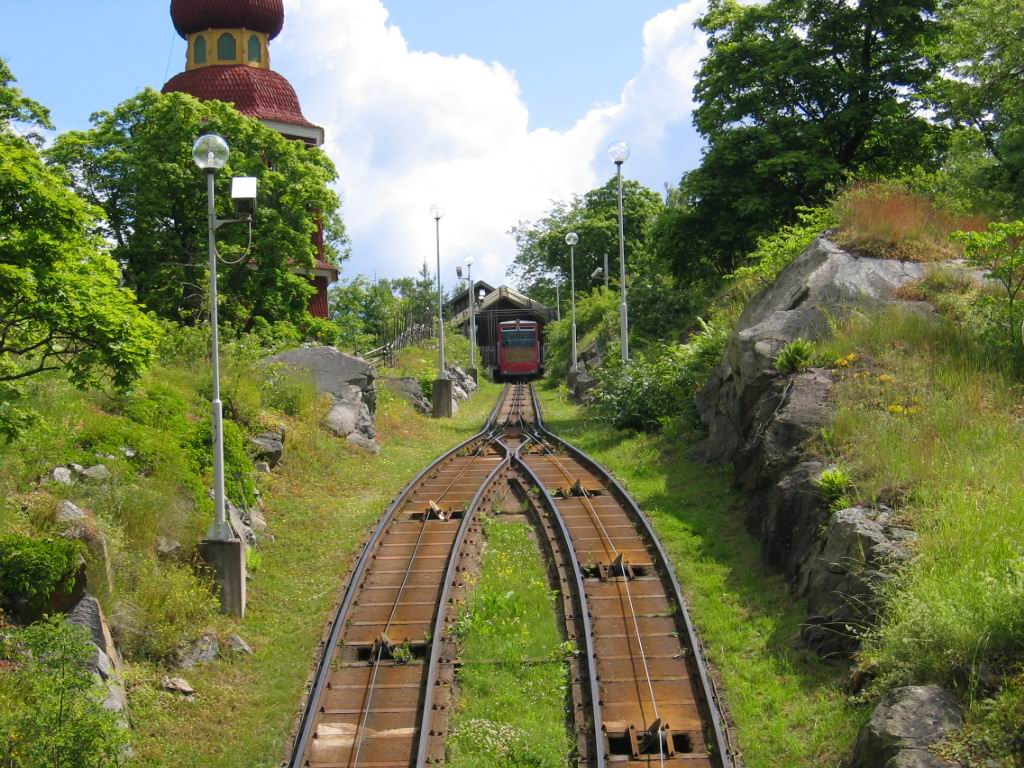
Obere Abtsche Weiche in der Ausweichstelle der Skansens Bergbana (Schweden)
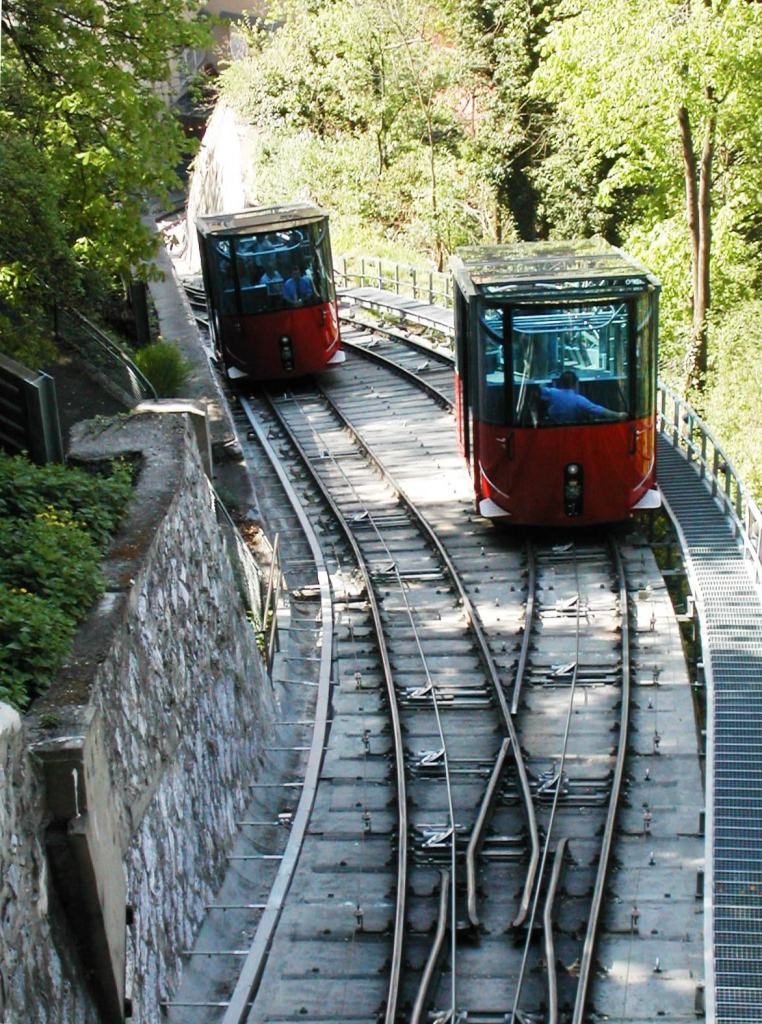
Obere Abtsche Weiche in der Ausweichstelle der Schloßbergbahn (Graz) (Österreich)

### Sonstiges
In der Ausweichstelle kommt es wechselweise zu Links- und Rechtsverkehr. Jeder Wagen passiert die Ausweichstelle immer auf „seiner“ Seite, unabhängig davon, ob er nach oben oder unten fährt.